# Baidar

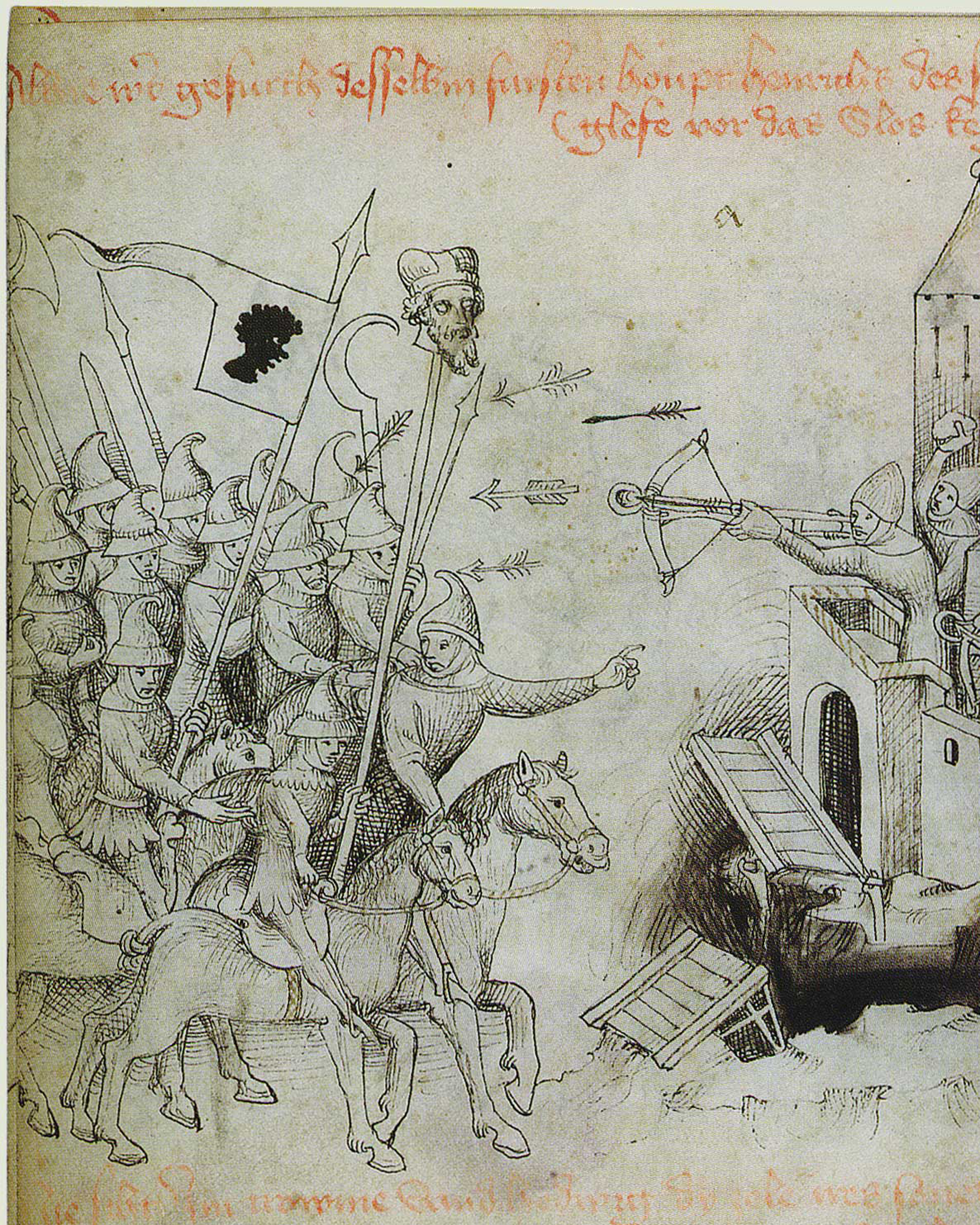
Los mongoles bajo Baidar muestran la cabeza de Enrique II para aterrorizar a Breslavia.

Baidar fue el segundo hijo del kan Chagatai y nieto por tanto de Gengis Kan. Participó en la campaña europea con su sobrino Büri desde 1235 hasta 1241. Comandó el ejército mongol asignado a Polonia junto con Kadan y, probablemente, Orda Kan.
Baidar venció a muchos polacos, rusos, alemanes y moravos. El 13 de febrero de 1241 los mongoles cruzaron el congelado río Vístula. La ciudad de Sandomierz fue tomada y saqueada. Más hacia el oeste, el 18 de marzo Orda y Baidar se encontraron con el ejército polaco bajo el mando del duque Boleslao V (aunque él no estuvo presente en la batalla) en la batalla de Chmielnik. Los polacos fueron severamente derrotados y Boleslao con una parte de sus tropas huyó a Moravia. El 22 de marzo los mongoles se pusieron delante de Cracovia, muchos de cuyos habitantes ya habían hecho su escape. El domingo de Ramos los mongoles incendiaron la ciudad y se llevaron presos a un gran número de las personas que habían quedado. Moviéndose más hacia el oeste, Orda y Baidar llegaron a un lugar al este de Opole, donde obligaron al ejército del duque Miecislao a retirarse. Cerca de Racibórz cruzaron el Oder. Racibórz fue quemado por sus habitantes cuando dejaron de la ciudad. Breslavia cayó en manos de los mongoles, aunque la propia ciudadela no se rindió. Su primer asalto contra la fortaleza había fracasado, y los mongoles no perdieron tiempo en sitiarla. Los mongoles excluyeron la ciudadela y marcharon hacia el oeste.
Después de derrotar a una fuerza combinada de polacos, alemanes, Templarios y Caballeros Teutónicos en Legnica (véase batalla de Liegnitz), Baidar acampó durante dos semanas en los alrededores de Othmachau (entre Opole y Kłodzko). A Principios de mayo de 1241 entró en Moravia. Varios lugares pequeños, sin protección fueron saqueados por él. Algunas crónicas europeas afirman que Baidar fue asesinado cerca de Olmütz en 1240, pero estos registros parecen haber sido inexactos, ya que Baidar después participó en la elección de Kuyuk como kan en 1247.